# Mario Mannucci
Mario Mannucci (Milano, 31 maggio 1932 – Gorizia, 17 dicembre 2011) è stato un copilota di rally italiano, attivo anche nelle gare di regolarità.

## Biografia

### Gli inizi
Dopo il matrimonio con Ariella Pangaro nel 1963, disputò le prime gare di regolarità alla guida di auto iscritte dal milanese Jolly Club di Mario Angiolini, affiancato proprio dalla moglie, navigatrice e cronometrista.
Continuò l'attività per il Jolly Club anche quando, dopo la morte di Mario Angiolini, alla direzione della scuderia subentrarono Renata Angiolini ed il figlio Roberto.
Nel 1968, alla guida di una Lancia Fulvia 1,3 HF di proprietà del Jolly Club (tuttora in circolazione), ma sponsorizzata dalla Atkinsons, disputò, in coppia con Bruno Scabini (navigatore), la prima edizione del Rally dell'isola d’Elba; riuscendo non solo ad arrivare fino in fondo (40 equipaggi iscritti, solo 10 all'arrivo), ma classificandosi al sesto posto.
Venne notato da Cesare Fiorio, direttore sportivo della Squadra Corse HF-Lancia, che l'anno successivo gli assegnò il ruolo di navigatore di Sergio Barbasio per partecipare alla competizione elbana, ma questa volta nell'abitacolo di una Fulvia HF 1,3 ufficiale. L'equipaggio vinse la gara e lo stesso sarebbe accaduto nel 1970 (primi all'arrivo Barbasio e Mannucci su Fulvia HF 1,3) se tutte le vetture della Squadra HF non fossero state squalificate per avere rinforzato la scocca in maniera ritenuta irregolare dai giudici sportivi.

### La svolta

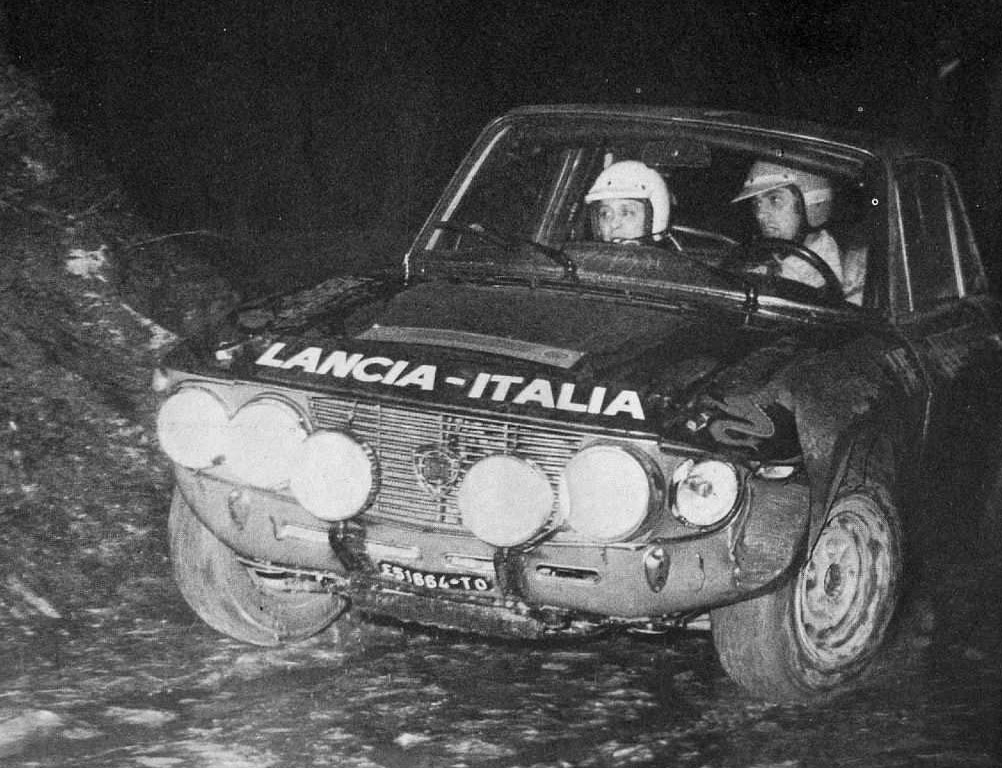
Munari e Mannucci su Lancia Fulvia 1.6 Coupé HF al Rally Sanremo-Sestriere del 1971

La vera svolta arrivò quando Cesare Fiorio gli assegnò il ruolo di navigatore di Sandro Munari. Munari, già due volte Campione Italiano Rally nel 1967 e nel 1969, era alla ricerca di un navigatore col quale ricreare l'intesa che aveva raggiunto con Luciano Lombardini, deceduto nel corso del percorso preliminare del Rally di Montecarlo del 1968 nell'incidente in cui anche Munari era rimasto gravemente ferito.
L'inizio del sodalizio Munari-Mannucci fu del tutto sfortunato. Due ritiri per uscita di strada: al Rally di San Martino di Castrozza del 1968 e al Rally di Svezia del 1969. Altri due ritiri al momento in cui, a partire dal 1971, Munari e Mannucci divennero equipaggio fisso: al Rally di Montecarlo e al Rally Sanremo-Sestriere; ma questa volta il problema furono guasti meccanici, mentre l'intesa fra i due risultò perfetta.
Subito dopo arrivò la prima vittoria al Rally 999 del 1971 ed ancora al Rally Semperit, al San Martino di Castrozza ed al Rally Mille minuti. Vittorie inframmezzate da buoni piazzamenti o da ritiri per noie meccaniche.
Alla fine dell'anno l'equipaggio conquistò la Mitropa Cup e solo per poco gli sfuggì il Campionato Europeo conduttori quando, alla guida di una Abarth-Osella SP 2000 al Giro del Belgio, Munari e Mannucci furono costretti al ritiro per guasto elettrico mentre erano in testa alla classifica. La vettura, del tipo Sport Prototipo, era preparata da Enzo Osella cui era stato ceduto il materiale Abarth, dopo l'acquisizione da parte di FIAT, ed era stata prestata alla Squadra HF per disputare il Giro del Belgio.

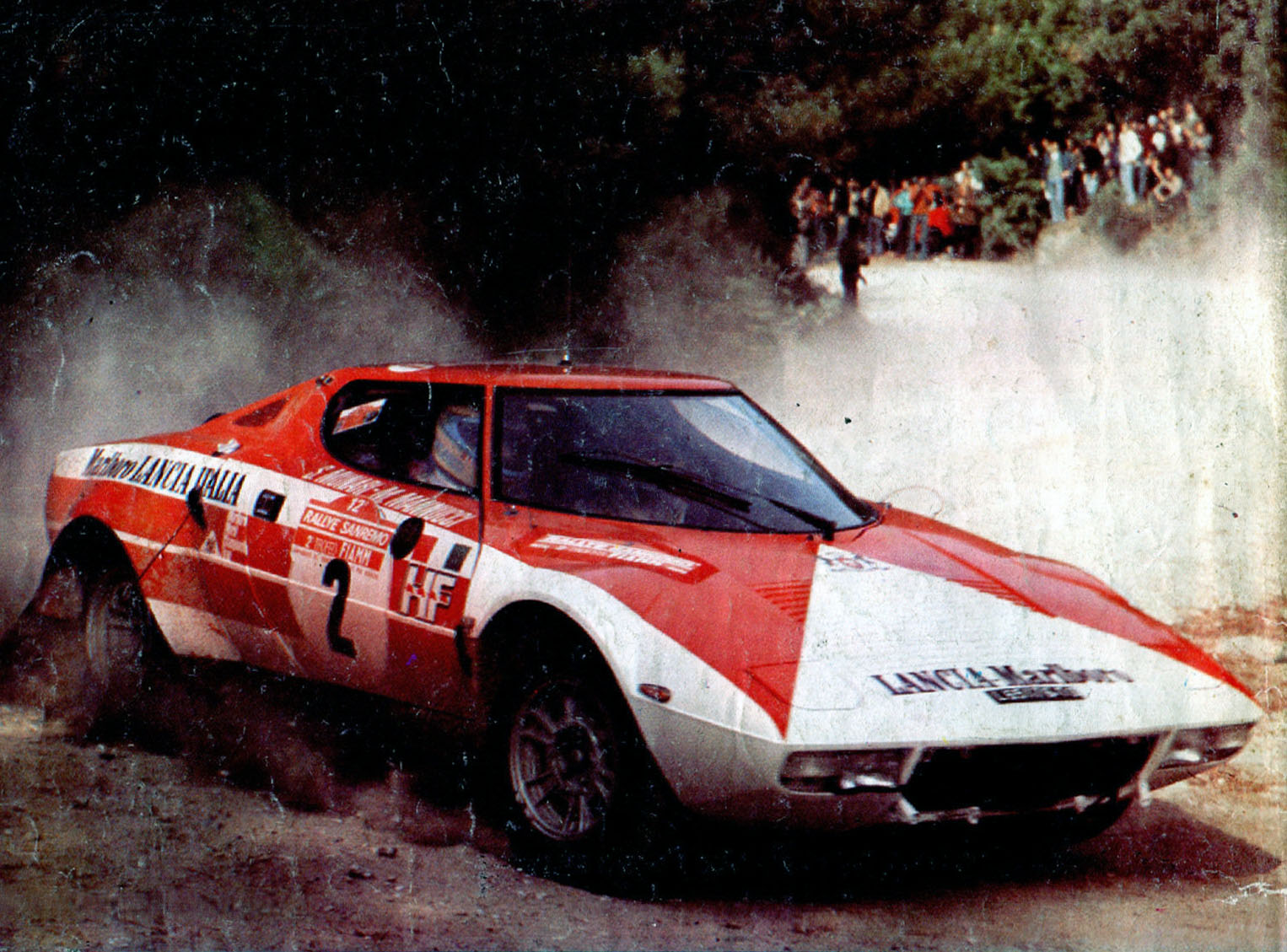
Munari e Mannucci colgono la prima vittoria nei rallye della Lancia Stratos HF Marlboro al Sanremo del 1974

All'inizio del 1972 Munari e Mannucci vinsero, con la Fulvia 1.6 Coupé HF numero “14”, il Rally di Montecarlo in quella che rimane una delle edizioni più famose e celebrate della gara del Principato. I due si ripeterono al Rally di Sicilia e al Rally di San Martino di Castrozza.
Dove non vincevano loro, si piazzavano o vincevano gli altri equipaggi della Squadra HF che così, alla fine dell'anno, vinse il Campionato Internazionale Marche, l'equivalente all'epoca, dell'odierno WRC.
Alla fine dell'anno, col campionato mondiale già conquistato, Mario Mannucci, sempre al fianco di Sandro Munari, poté dedicarsi all'esordio e allo sviluppo della neonata Lancia Stratos. Si trattò di un esordio difficile (due ritiri: al Tour de Corse e al Rally Costa del Sol), ma furono il banco di prova necessario per emendare la Stratos da alcuni importanti difetti di gioventù.
Nel 1973 Munari e Mannucci corsero ancora con la Fulvia 1.6 Coupé HF per motivi di regolamento. Il Regolamento del Campionato internazionale marche, infatti, obbligava i costruttori a produrre almeno 500 esemplari delle vetture da rally Gruppo 4 (in cui correva la Fulvia e in cui avrebbe dovuto essere iscritta la Stratos), per cui, fintanto che non venne raggiunto il traguardo di produzione, la Stratos poté correre solo nelle gare riservate ai prototipi.
Munari e Mannucci vinsero, con la Fulvia 1.6 Coupé HF, il Rally Costa Brava, il Rally di San Marino, il Rally di Sicilia, sfiorarono la vittoria nel Rally dell'isola d'Elba (la rottura di un giunto all'ingresso della penultima prova speciale li fece scivolare dal primo al settimo posto), vinsero il Rally Hessen e il Rally di San Martino di Castrozza. Dove potevano correre con i prototipi, guidavano la Stratos, vincendo al Rally Firestone e al Tour de France. Conquistarono così il Campionato europeo conduttori, sfuggito due anni prima.

Munari e Mannucci sulla Stratos HF Alitalia al Sanremo del 1975

Nel 1974 la Fulvia era ormai del tutto obsoleta. Munari e Mannucci attendevano con impazienza l'omologazione in “Gruppo 4” della Stratos, che nel frattempo portarono alla vittoria nel Rally 4 Stagioni. Quando l'omologazione finalmente arrivò era già ottobre, e fin lì la Fulvia e la Beta avevano ottenuto pochi punti iridati, risultando comunque ugualmente sufficienti. Munari e Mannucci vinsero il Rally di Sanremo e il Rally dei Rideau Lakes. Altre due volte si ritirarono, ma la Stratos si rivelò vincente o piazzata anche grazie ad altri equipaggi (terzo posto di Munari-Sodano al RAC rally e vittoria di Andruet-“Biche” al Tour de Corse). La Lancia conquistò il primo Campionato del mondo rally (dal 1974 era questa la denominazione ufficiale).
Nel 1975 Mario Mannucci fu ancora al fianco del campione veneto a bordo della Stratos. Vinsero nuovamente il Rally di Montecarlo e poi il Rally 4 Regioni. Al Sanremo furono costretti a ritirarsi per una foratura mentre erano in testa. Anche al Tour del Corse uscirono di strada mentre erano al comando. Altra uscita di strada al RAC Rally. Alla fine dell'anno la Lancia fu nuovamente Campione del Mondo Rally.

### Abbandono delle corse
Nel 1976 Daniele Audetto, co-direttore sportivo della Squadra HF, divenne direttore sportivo della squadra Ferrari di Formula 1. Fiorio chiamò Mario Mannucci a prenderne il posto alla direzione della Squadra HF-Lancia. L'attività organizzativa impedì a Mannucci di continuare a correre come navigatore di Munari. Da quel momento, Mario Mannucci durante la settimana prestava attività a Torino, presso gli uffici della Squadra HF-Lancia, mentre nel corso del rally partecipava come responsabile dell'organizzazione delle assistenze.

### Il ritorno
Alla fine dell'anno la Squadra HF-Lancia si “fuse” con l'Abarth dando vita all'EASA (Ente Attività Sportiva Automobilistica), nuovo reparto corse del gruppo Fiat posto sotto la direzione di Cesare Fiorio; inoltre all'inizio del 1977 Daniele Audetto rientrò dalla Ferrari venendogli affidati gli incarichi di logistica. Questo consentì a Mannucci maggior libertà e quando, alla fine della stagione 1977, Silvio Maiga che aveva preso il posto di Mannucci al fianco di Munari, decise di lasciare l'agonismo, Mario tornò a fare il navigatore del campione veneto per la stagione 1978. Stavolta non ebbero però fortuna.

Maurizio Verini e Mannucci su Fiat 131 Abarth Rally del Jolly Club al Rally dell'Elba 1978

Inizialmente Munari faticò a trovare il giusto feeling con la Fiat 131 Abarth Rally, con cui il gruppo torinese aveva sostituito la Stratos per ragioni commerciali: la berlina FIAT sviluppava una decina di cavalli meno della sportiva Lancia, ed era totalmente diversa per concezione progettuale. Ma furono soprattutto le noie meccaniche ad affliggere l'equipaggio: al Rally del Portogallo si ruppe la trasmissione; al Rally dell'Acropoli cedettero le sospensioni; infine al Rally di Sanremo un'uscita di strada negò a Munari e Mannucci il possibile podio, quando si trovavano virtualmentre in seconda posizione. Finalmente al Tour de Corse conquistarono il terzo posto.
Alla fine del 1978 anche Munari cessò l'attività professionistica, sicché Mannucci proseguì correndo qualche sporadica gara quando qualche amico gli chiedeva di fare da navigatore; già nel 1978 venne "prestato" dall'EASA, insieme a Maurizio Verini, alla scuderia Jolly Club con cui la coppia corse il Rally dell'Elba a bordo di una 131 Abarth Rally, ritirandosi per guai meccanici quando erano in lotta per le prime posizioni. Sulla stessa vettura, fu a fianco di Adartico Vudafieri al Rally di Sicilia del 1979: i due vinsero la gara dopo una lotta serrata con Tabaton su Stratos. Vudafieri e Mannucci ci riprovarono al Rally di Sanremo dello stesso anno, sempre su 131 Abarth Rally, ma uscirono di strada e furono costretti al ritiro.
Nel 1980 fu navigatore di Attilio Bettega al Rally di Montecarlo, a bordo di una Fiat Ritmo (sesti), e al Rally dell'Acropoli (ottavi), su Fiat 131 Abarth. Nel 1987 Mannucci tornò a sedersi vicino a Munari sul fuoristrada Lamborghini LM002 all'Off-Road Rally Raid della Grecia: dopo le prime prove speciali, in cui l'equipaggio guadagnò la testa della gara, le avverse condizioni atmosferiche lo indussero al ritiro per evitare di danneggiare il pesante fuoristrada destinato a disputare la successiva Parigi-Dakar.
Al di là della sua attività agonistica, Mannucci contribuì alla preparazione di molte competizioni rallystiche: "disegnò" i percorsi e preparò il radar per gare svoltesi in Cina, in Nevada, in Perù, ma anche per il Rally delle Alpi Orientali. Fino al 2002 prestò attività di istruttore presso la Scuola Federale della CSAI di Vallelunga. Partecipò persino, insieme a Diego Della Valle, a un rally per vetture storiche organizzato in Marocco.
È morto il 17 dicembre 2011, all'età di 79 anni, nella provincia di Gorizia ove viveva con la moglie Ariella, dalla quale aveva avuto un figlio di nome Manuel.